# 香海正覺蓮社佛教梁植偉中學

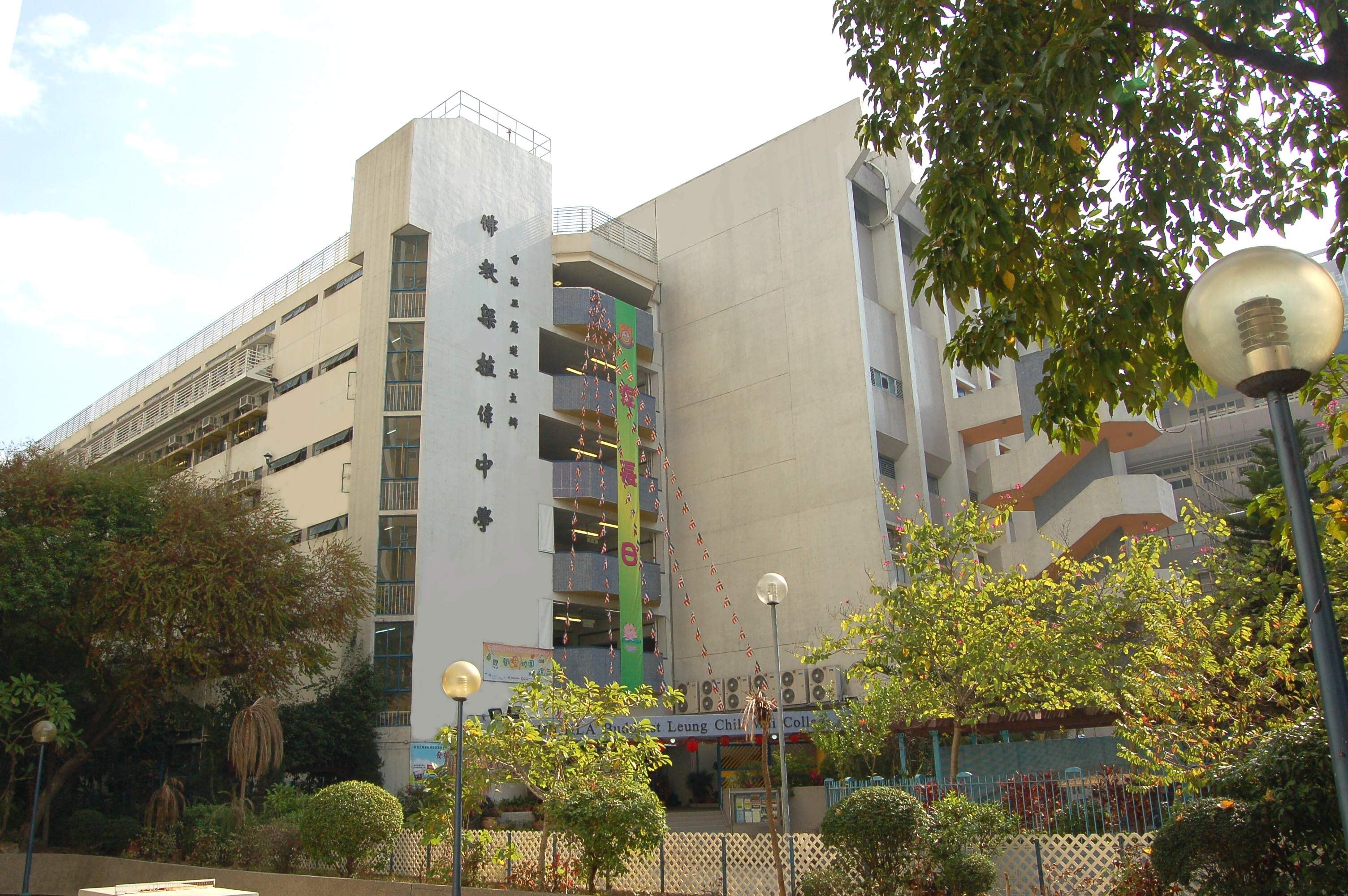
校舍西面

香海正覺蓮社佛教梁植偉中學（英語：HHCKLA Buddhist Leung Chik Wai College）為香港一所中文授課中學，成立於1987年，是香海正覺蓮社主辦的第一間政府津貼中學，佔地3716平方米，校內設有多項設施，包括校園電視台、電腦室、學生活動中心、語言學習室等。釋覺光法師為學校的永遠榮譽校監。

## 校政管理
歷任校監
- 1987年至2006年：釋覺光法師[2]
- 2006年至2021年：何國榮 先生[2]
- 2021年至今：釋宏明 法師[2][1]

歷任校長
- 1987年至2006年：陳明智 先生[2]
- 2006年至2013年：李年就 先生[2]
- 2013年至2016年：李伯程 先生（在任時離世）[2]
- 2016年至2021年：趙淑媚 博士[2]
- 2021年至今：黄秀儀 女士[1]

## 歷史
香海正覺蓮社佛教梁植偉中學是恒生銀行創辦人梁植偉居士的家屬捐錢開辦，於1987年9月正式開課。1988年12月6日前教育署署長李越挺負責主持該校的開幕典禮。該校曾連續7年獲得「有心學校」榮譽及「關愛校園」榮譽。

## 相關事件
2006年5月10日，該校兩名女生玩碟仙後出現異狀，因為一直未能平復驚恐心情，校方報警召來兩輛救護車協助。
為保障文憑試學生的升學前路，該校於2011年及2012年與北京師範大學、澳洲昆士蘭科技大學等海外院校簽訂協議。
2019年5月2日，中學被爆出校園打架事件。中學黃姓女副校長證實於2019年3月發生，事後兩人已和好如初，但校方已根據校規向兩人作出懲處並留下紀錄，也已經通知家長。
2020年8月28日，大公文匯接到讀者爆料，該中學使用含有「港獨」思想的教學材料。校方收到家長投訴後表示，已暫時取消相關教材的使用。教育局則表示會嚴肅關注。

## 外部連結
- 官方网站